# أولدريتش روت
أولدريتش روت ، من مواليد 26 مايو 1951 ، لاعب كرة قدم تشيكوسلوفاكي سابق.
لعب مع منتخب تشيكوسلوفاكيا لكرة القدم.

## روابط خارجية
- أولدريتش روت على موقع الاتحاد الدولي (مؤرشف)  (الإنجليزية)
- أولدريتش روت على موقع الاتحاد التشيكي (الإنجليزية)
- أولدريتش روت على موقع قاعدة بيانات كرة القدم.إي يو (الإنجليزية)
- أولدريتش روت على موقع ناشيونال فوتبول تيمز (الإنجليزية)
- أولدريتش روت على موقع عالم كرة القدم.نت (الإنجليزية)
- أولدريتش روت على موقع أوليمبيديا (الإنجليزية)
- أولدريتش روت على موقع اللجنة الأولمبية التشيكية (التشيكية)